# Mehan
Mehan (persiska: مهن) är en ort i Iran.   Den ligger i provinsen Teheran, i den centrala delen av landet, 140 km öster om huvudstaden Teheran. Mehan ligger 2 332 meter över havet och antalet invånare är 541.
Terrängen runt Mehan är huvudsakligen kuperad, men den allra närmaste omgivningen är platt.Runt Mehan är det ganska glesbefolkat, med 23 invånare per kvadratkilometer. Närmaste större samhälle är Fīrūzkūh, 15,0 km väster om Mehan. Trakten runt Mehan består i huvudsak av gräsmarker.